# Vankka
Vankka är en sjö i kommunen Sulkava i landskapet Södra Savolax i Finland. Sjön ligger 85,4 meter över havet. Arean är 84 hektar och strandlinjen är 5,28 kilometer lång. Sjön  ingår i Vuoksens huvudavrinningsområde.   Den ligger omkring 85 kilometer öster om S:t Michel och omkring 260 kilometer nordöst om Helsingfors. 